# باثسوا ماكين
كانت باثسوا ريجينالد ماكين (حوالي عام 1600-حوالي عام 1675) معلمة ساهمت في النقد الناشئ لوضع المرأة في الحيّزين الداخلي والعام في إنجلترا خلال القرن السابع عشر. كانت ماكين نفسها امرأة مثقفة للغاية، وأُشير إليها على أنها أكثر نساء إنجلترا علمًا، فكانت تجيد اللغات اليونانية، واللاتينية، والعبرية، والألمانية، والإسبانية، والفرنسية والإيطالية. دافعت ماكين بشكل أساسي عن الحقوق المتساوية للنساء والفتيات في الحصول على التعليم؛ وذلك في بيئة أو ثقافة تنظر إلى المرأة على أنها الجنس الأضعف وخاضعة للرجل وغير قابلة للتعليم. اشتهرت بأطروحتها الجدلية بعنوان «مقالة لإحياء التعليم القديم للسيدات النبيلات، في الدين والأخلاق والفنون واللغات، مع الرد على الاعتراضات ضد هذه الطريقة في التعليم» (1673).

## العمل في التدريس
عُرفت ماكين بأنها المرأة الأكثر تعلمًا في إنجلترا بحلول عام 1640، وكانت معلمة لأبناء تشارلز الأول ملك إنجلترا، ومربية لابنته إليزابيث ستيوارت، التي رافقتها كخادمة لها عندما احتجزها البرلمان الإنجليزي في بداية الحرب الأهلية الإنجليزية. توفيت الأميرة في عام 1650، ومُنحت ماكين معاشًا تقاعديًا تكريمًا لخدماتها، ولكنها لم تتمكن من استلامه على الإطلاق.
عملت ماكين أيضًا معلمة للسيدة إليزابيث لانغهام (الاسم قبل الزواج: إليزابيث هاستينغز)، ابنة فرديناندو هاستينغز، إيرل هانتينغدون السادس، وذلك غالبًا حتى زواجها في عام 1652.
ربّت ماكين أطفالها بمفردها بسبب غياب زوجها خلال الحرب الأهلية. توفي زوجها في عام 1659، وتوفيت أختها بعد ذلك بعامين.

## كتابات

### تأثيرات
حافظت ماكين على مراسلات مع العالمة الهولندية آنا ماريا فان شورمان، التي أشادت بماكين في رسالة إلى سيموندز ديوس، والتي نُشرت مع الترجمة الإنجليزية لأطروحة فان شورمان الداعمة لتعليم المرأة بعنوان «الخادمة المتعلمة» في عام 1659. كان ديوس تلميذًا سابقًا لوالد ماكين، وهو مصدر الادعاء بأنها كانت أعظم عالمة بين نساء إنجلترا على الإطلاق. أشادت ماكين بشورمان في عملها بعنوان مقالة لإحياء التعليم القديم للسيدات النبيلات، الذي نُشِرَ في عام 1673.
ترى كل من ماكين وفان شورمان أن النساء اللواتي يمتلكن ما يكفي من الوقت والثروة والذكاء الأساسي هنّ فقط من يجب أن يحصلن على تعليم إنساني. أعادت ماري أستيل تأكيد حجج ماكين في كتابها «اقتراح جاد للسيدات، الجزء الأول» المنشور في عام 1694. اعتمدت ماكين، مثل معاصرتها ديانا بريمروز، على الملكة إليزابيث الأولى والتعليم الإنساني الذي تلقته في سن مبكرة لدعم حججها من أجل تعليم المرأة. استشهدت ماكين أيضًا بكل من مارغريت روبر وآن كوك بيكون كنموذجين موثوقين للادعاء بأن تعليم المرأة سيكون له فائدة تقية للدولة. جادلت ماكين بأن «إصلاحنا الديني نفسه، يبدو أنه بدأ ونُفِّذّ على يد النساء»؛ وذلك على غرار آن أسكيو، التي نشر جون فوكس كتاباتها في عام 1563 في كتابه بعنوان أعمال وآثار، والتي ساهمت في تشكيل الإصلاح الإنجليزي.
تأثرت ماكين أيضًا بكتابات جان آموس كومينيوس والتزمت بنصيحته بضرورة استخدام اللغة العامية (العادية) بدلًا من اللاتينية عند التدريس.

### مقالة لإحياء التعليم القديم للسيدات النبيلات
تتكون الأطروحة من ثلاثة أجزاء، وتبدأ برسالة مكتوبة لصالح تعليم المرأة، تليها رسالة تعارض تعليم المرأة، وجزء ثالث مطول يدافع عن استخدام المرأة للكلام ويحسم الجدل لصالح تعليم المرأة. أُهدَت المقالة إلى «صاحبة السمو السيدة ماري، الابنة الكبرى لصاحب السمو الملكي دوق يورك».
يُعرَض في الجزء الثالث من المقالةموجز لتاريخ تعليم المرأة، مع ذكر أسماء النساء اللواتي حققن التميز، ومن ضمنهنّ أسبازيا وأريتي ومارغريت كافنديش. تعترف ماكين بأن النساء لا يتمتعن إلا بقدر ضئيل من القوة المالية أو السياسية، وبالتالي فهي ترى أنهن بحاجة إلى اكتساب القوة من خلال الإقناع. إذا كانت المرأة هي ربة الأسرة، كما كان شائعًا خلال الحرب الأهلية الإنجليزية، فهي كانت بحاجة إلى «فهم لغتها الأم وقراءتها وكتابتها والتحدث بها». تبنت ماكين الآراء التي عبرت عنها بان تجاو قبلها بفترة طويلة، وجادلت بأنه نظرًا لأن النساء لا يتحدثن عادةً في الأماكن العامة، فإنهن بحاجة إلى تعلم الخطابة التي من شأنها أن تساعدهن في التحدث مع أزواجهن وفي واجباتهن المنزلية.